# Buddhas Fußabdruck

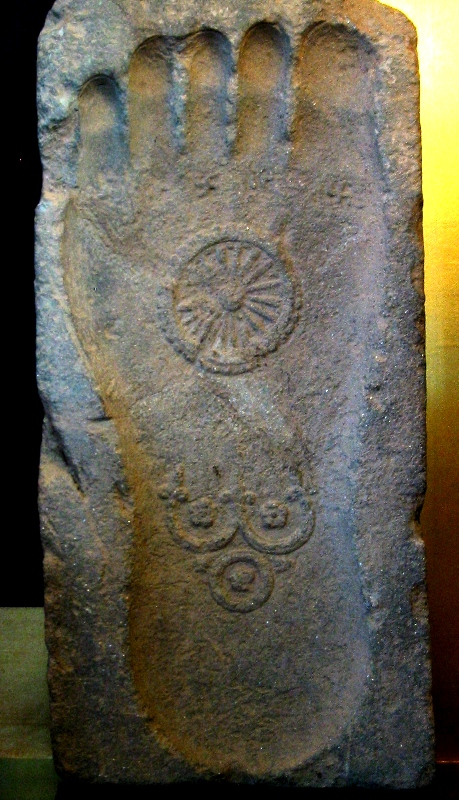
Fußabdruck des Buddha mit einem Dharmachakra und den Triratna, Gandhāra, 1. Jahrhundert n. Chr.

Buddhas Fußabdruck ist ein symbolisches Abbild des Buddha. Ein Fußabdruck Buddhas kommt in zwei Formen vor: natürlich als eine Vertiefung in Felsen, oder figürlich als von Menschenhand hergestellt.
Ein figürlicher Fußabdruck Buddhas wurde nicht als Kunstwerk geschaffen, zur Dekoration oder nur, um das Auge zu erfreuen. Die Absicht war vielmehr, den Betrachter zu erinnern, zu belehren oder vielleicht sogar zu erleuchten.
Fußabdrücke des Buddha sind in ganz Asien sehr häufig zu finden, er ist ein wichtiger Teil der Kunsttraditionen der Theravada-Länder Sri Lanka, Myanmar und Thailand. Der japanische Autor Motoji Niwa (丹羽基二) schätzt, dass er auf seinen zahlreichen Reisen durch ganz Asien etwa 3000 Fußabdrücke aufspürte, darunter 300 in Japan, und über 1000 in Sri Lanka.

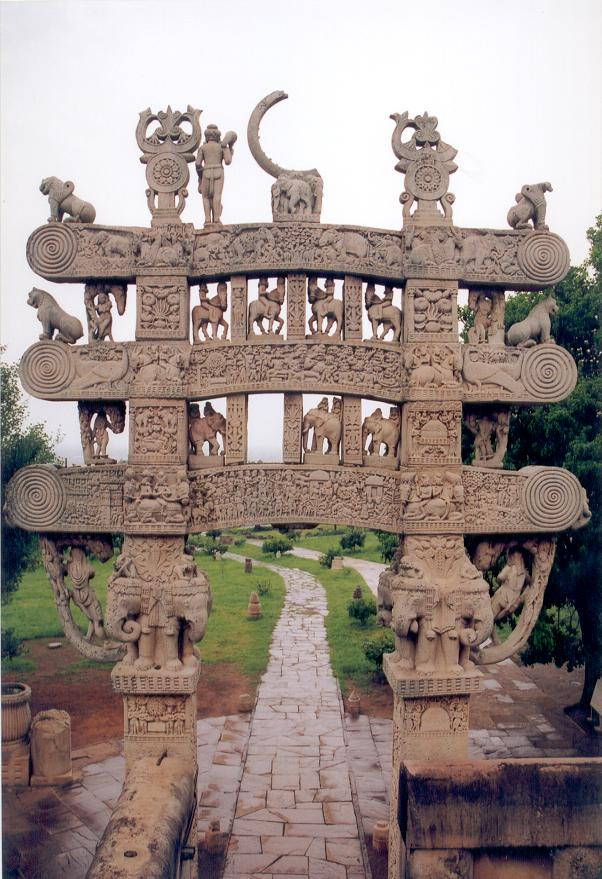
Nordtor von Stupa 1. Sanchi, eines der vier Tore (Toranas) des Steinzauns

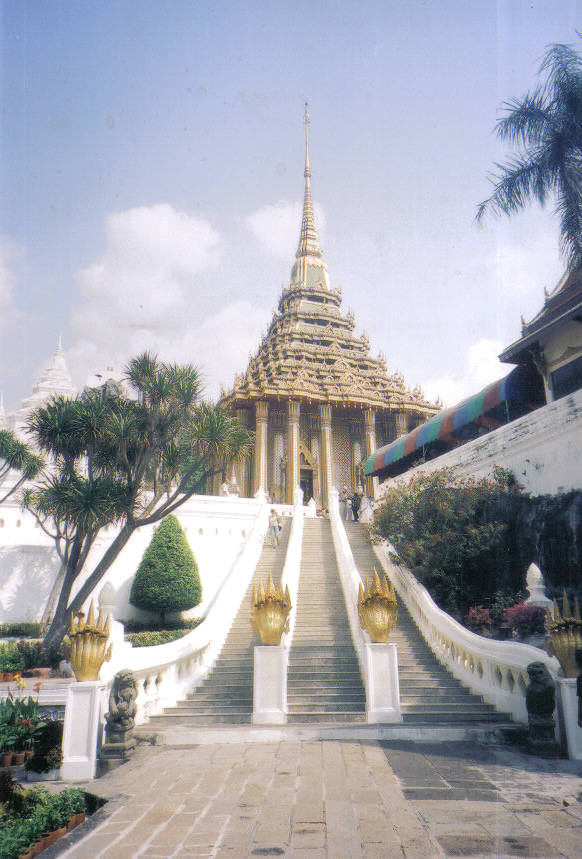
Wat Phra Putthabat

## Geschichte
Während der ersten Jahrhunderte nach dem Tode des Buddha wurde dieser nie als Person, sondern immer nur als Symbol dargestellt. Noch im ersten Jahrhundert v. Chr. wurden in Sanchi, Nordindien von den Nachfahren des Kaisers Ashoka die Portale (Torana) an den berühmten Stupas über und über mit Symbolen des Erleuchteten verziert: das Pferd ohne Reiter erinnert an den Abschied vom elterlichen Haus, der leere Sitz unter dem Bodhi-Baum an den Augenblick der Erleuchtung, die Stupas stehen für den Eintritt ins Nirwana. Und es gibt hier Fußabdrücke, in der Mitte mit einem runden Symbol verziert. Sie stehen einfach für die Präsenz des Erhabenen.

## Darstellungen
Auf den Fußsohlen des Buddha sind fast immer die 32, 108 oder auch 132 glücksbringenden Symbole des Buddha zu sehen, die sich aber in nahezu allen Darstellungen unterscheiden. Eines ist jedoch allen gemeinsam: in der Mitte befindet sich immer das Dharmachakra. Rund um das Dharmachakra sind eine Vielfalt von Figuren zu sehen, die zum Teil königliche Insignien darstellen, zum Teil aber auch mythologischen Ursprungs sind. Eigentlich könnte man sagen, dass der Fuß zu einem Verzeichnis von mystischen, mythologischen und kosmologischen Ideen wurde.
Zusammengefasst bestärken die 108 Symbole und das Dharmachakra den Betrachter in der Präsenz des Buddha und seiner „Message“. Man erkennt die buddhistische Kosmologie und auch die höheren Sphären, in die man wiedergeboren werden kann. Sie können außerdem als eine Anleitung verstanden werden für Mönche, die sich mit Jhana-Meditation beschäftigen. Man erkennt die einzelnen Stufen, die die Meditierenden erreichen können, während sie sich für den Weg zum Nirvana perfektionieren.

## Thailändische Lesarten
Virginia McKeen schlug in ihrem Artikel in der Mai-Ausgabe 2003 des Newsletter National Museum Volunteers folgende Einteilung vor:

### Frühes burmesisches Design
Die älteste Darstellung eines Buddha-Fußabdruck mit 108 Symbolen wurde in der Lokananda Pagode in Bagan, Myanmar gefunden. Man beginnt an einem rechten Fuß mit der Zählung oben links mit dem Symbol des Königlichen Speers und fährt dann kreisförmig fort im Uhrzeigersinn bis man zur Mitte, also dem Dharmachakra gelangt. Der Abdruck eines linken Fußes würde entsprechend entgegen dem Uhrzeigersinn erfolgen.

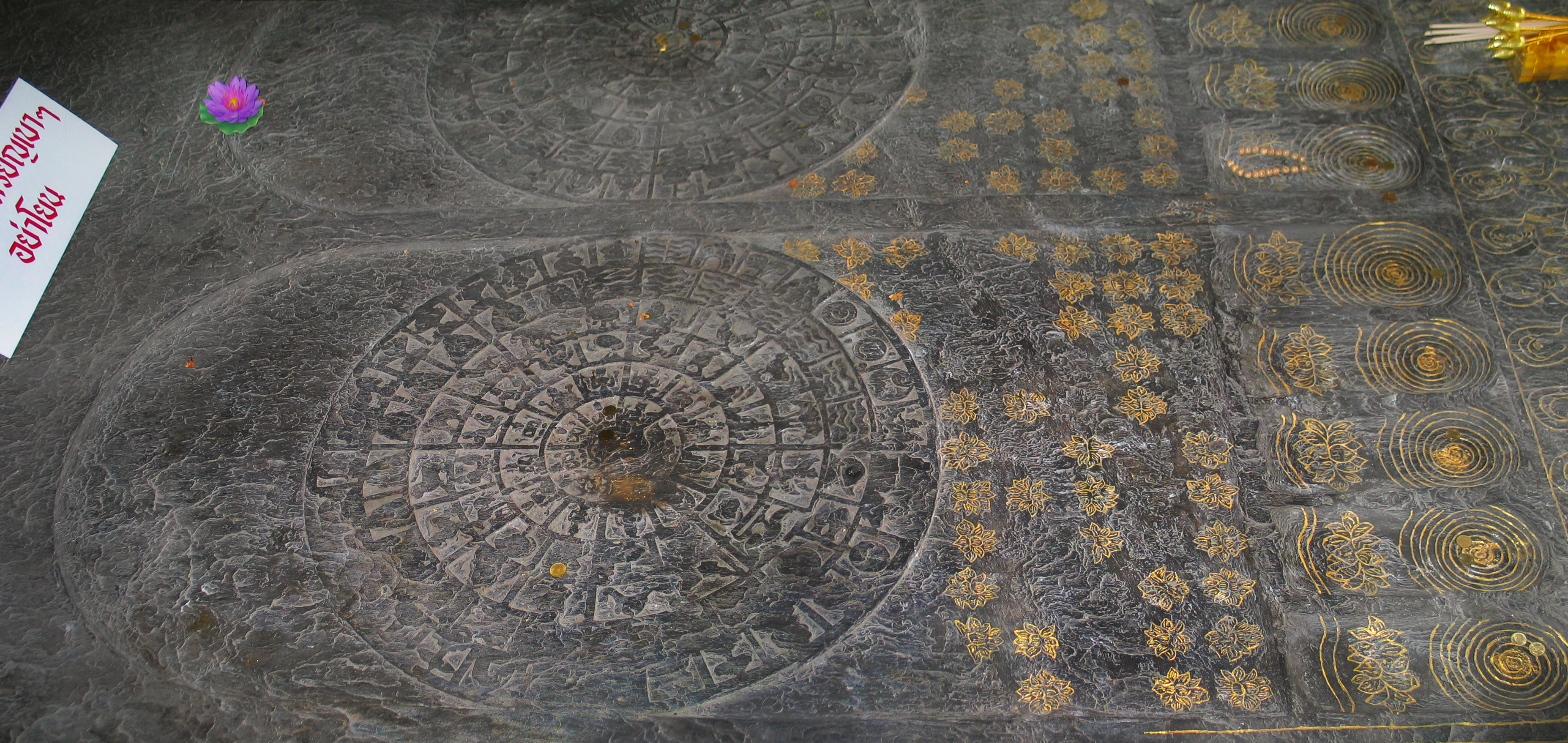
Sri Lanka Design

### Sri Lanka Design
Beim Sri Lanka Design sind die 108 Symbole in konzentrischen Kreisen um das Rad in der Mitte angeordnet. Man beginnt oben in der Mitte bei 12 Uhr wiederum mit dem Symbol des königlichen Speers und liest weiter im Uhrzeigersinn. Ein Beispiel eines Fußabdrucks im Sri Lanka Design findet man im Wat Bowonniwet in Bangkok.

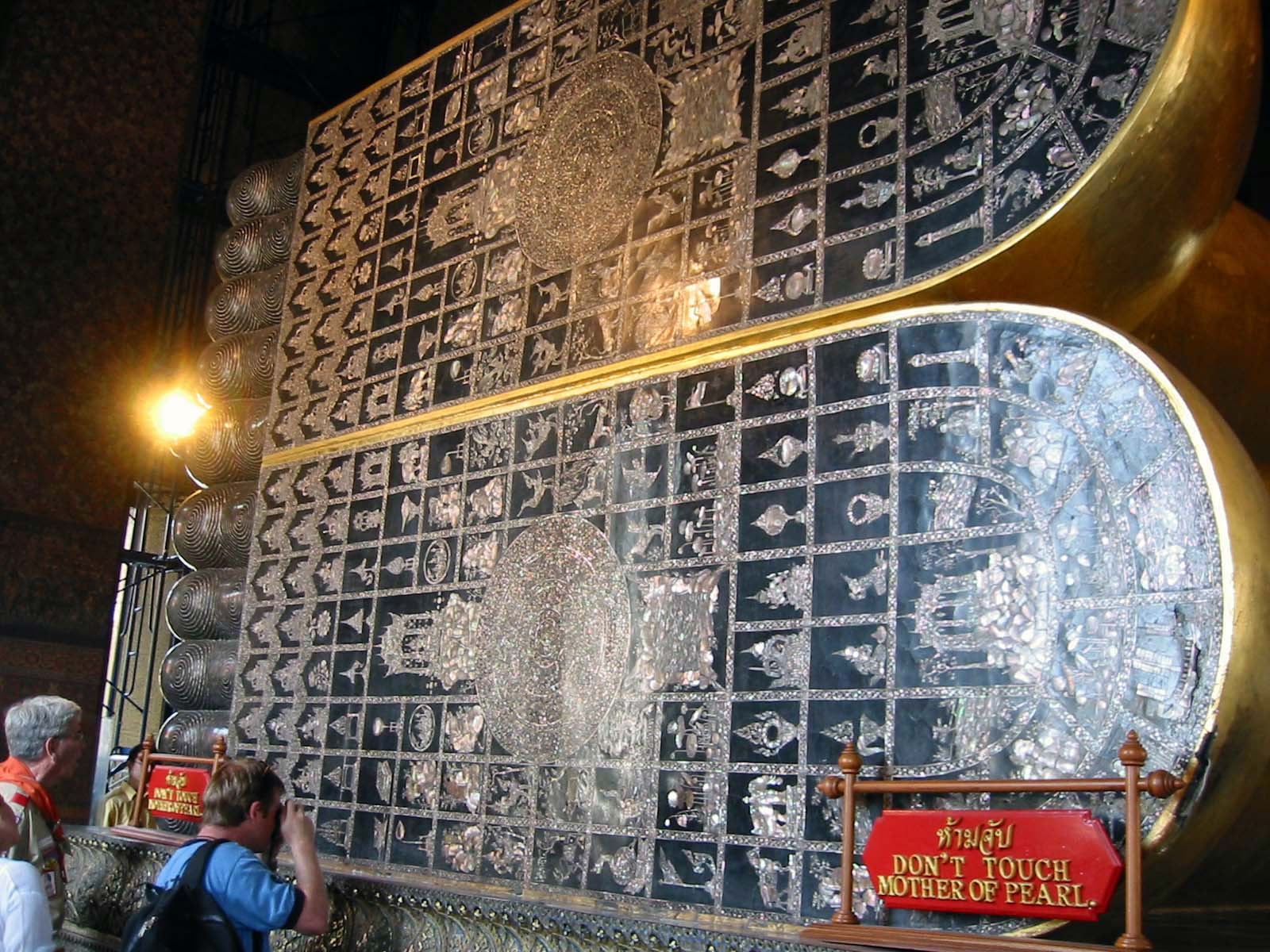
Thai Design

### Thai Design
Bei Fußabdrücken im Thai Design sind zuoberst (unterhalb der Zehen) die Reiche der 16 Brahmas mit Formen und die sechs Deva-Reiche in drei horizontalen Linien angeordnet. Weiter wird bei einem linken Fuß zeilenweise von links nach rechts und von oben nach unten gelesen. Ein Beispiel dafür findet sich auf den Füßen des großen Liegenden Buddha im Wat Phra Chethubon (Wat Pho) in Bangkok.

### Freies Design
Es gibt auch Fußabdrücke, bei denen die Symbole nicht nach einem bestimmten Muster angeordnet sind, zum Beispiel ein etwa ein Meter hoher Fußabdruck aus Holz im Nationalmuseum von Chiang Mai. Das Design ist mit Perlmutt-Einlegearbeiten und Gold verziert.

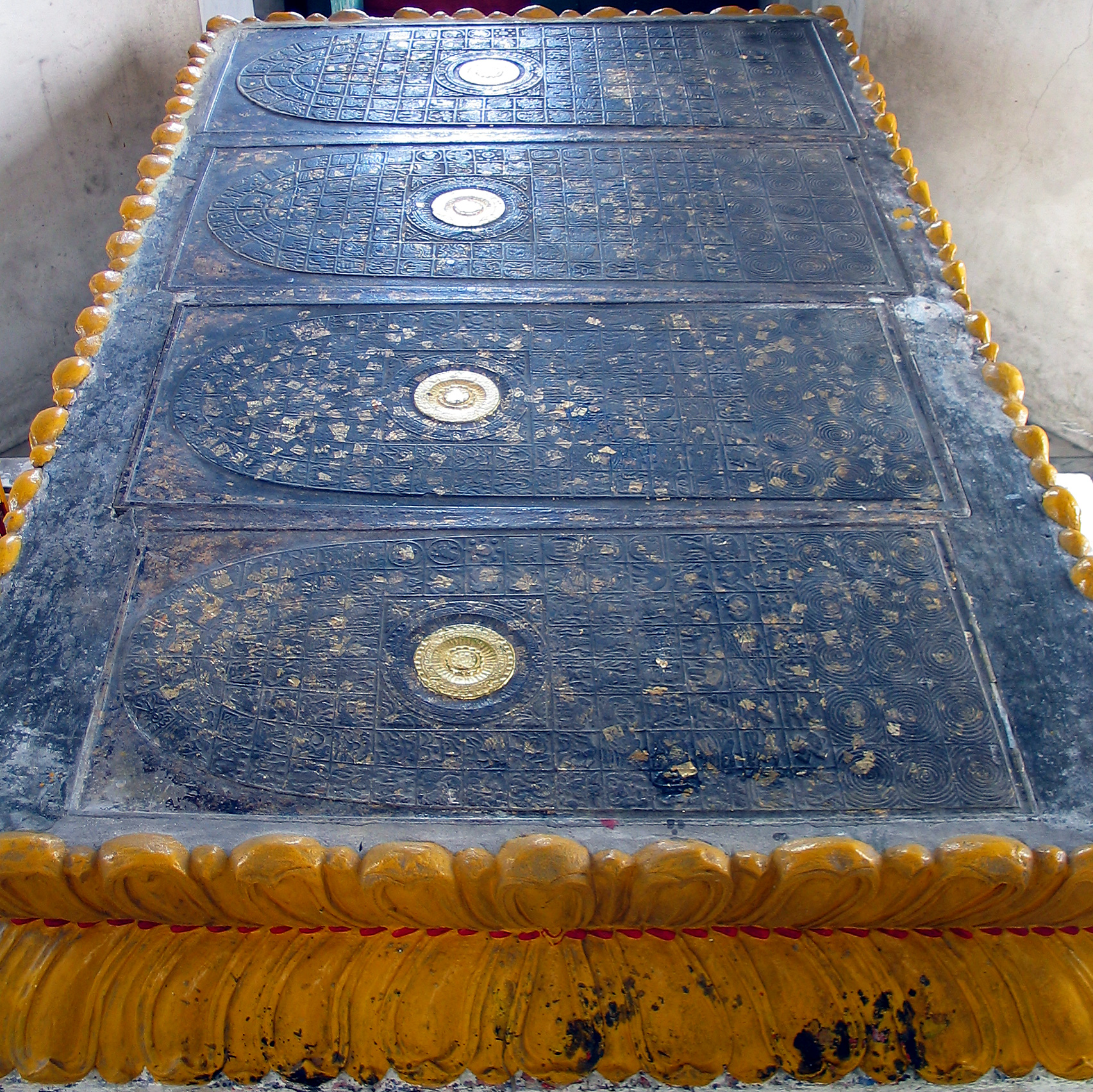
Design der Vier Buddhas im Wat Phichaiyat, Thonburi

### Design der Vier Buddhas
Beim Design der vier Buddhas hat jeder der letzten vier Buddhas, die in diesem Buddhistischen Zeitalter erschienen sind, Dipamkara, Konagama, Kassapa und Gotama, einen Abdruck hinterlassen. Die Anordnung kann jedem der obigen vier Designs entsprechen. Die Größen der vier Abdrücke sind unterschiedlich aufgrund der Körpergröße der vier Buddhas. In der Madhuratthavilasini aus dem 5. Jahrhundert wird die Größe von Kakusandha mit 18,28 Meter angegeben, die von Konagamana mit 13,7 Meter, Kassapa war 9,14 Meter hoch und Gotama 8,23 Meter. Von daher ist natürlich die Größe der Fußabdrücke nicht mehr verwunderlich.

Dateilaufnahmen verschiedener Symbole, Wat Pho
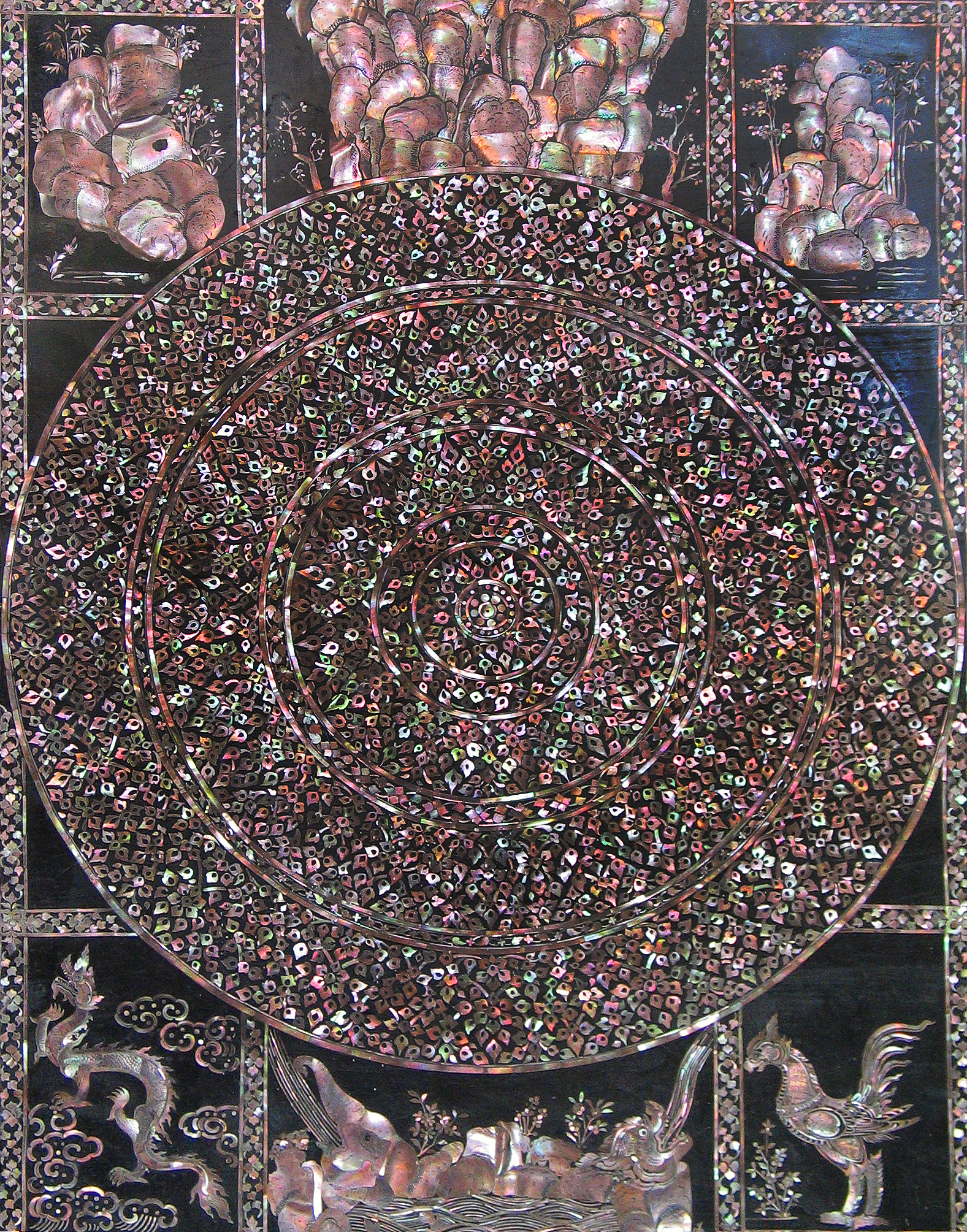
Dharmachakra, auch Berg Meru
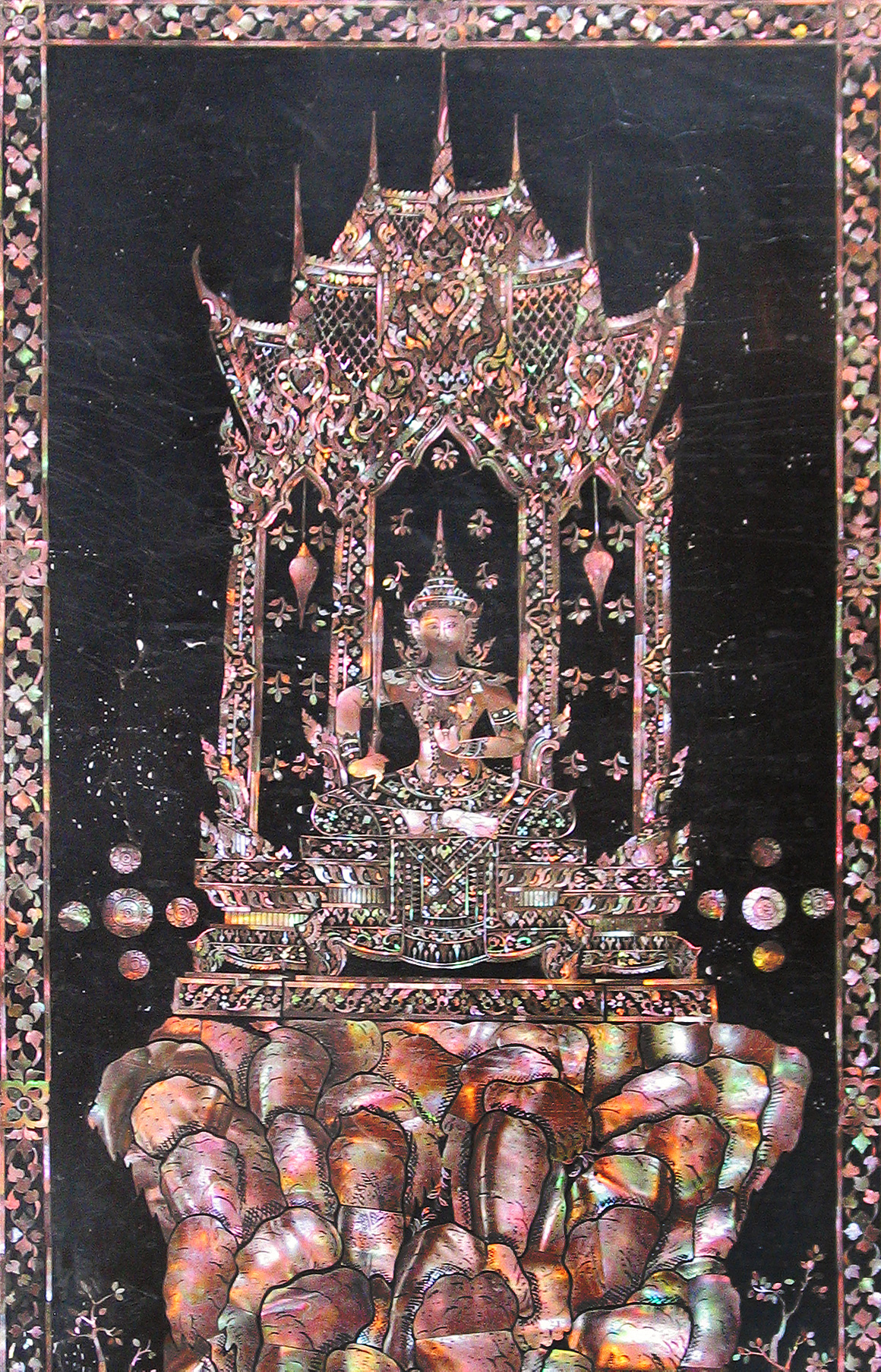
Indras Palast, der auf dem Berg Meru steht. Hier auf den Fußsohlen befindet er sich oberhalb des Dharmachakra.
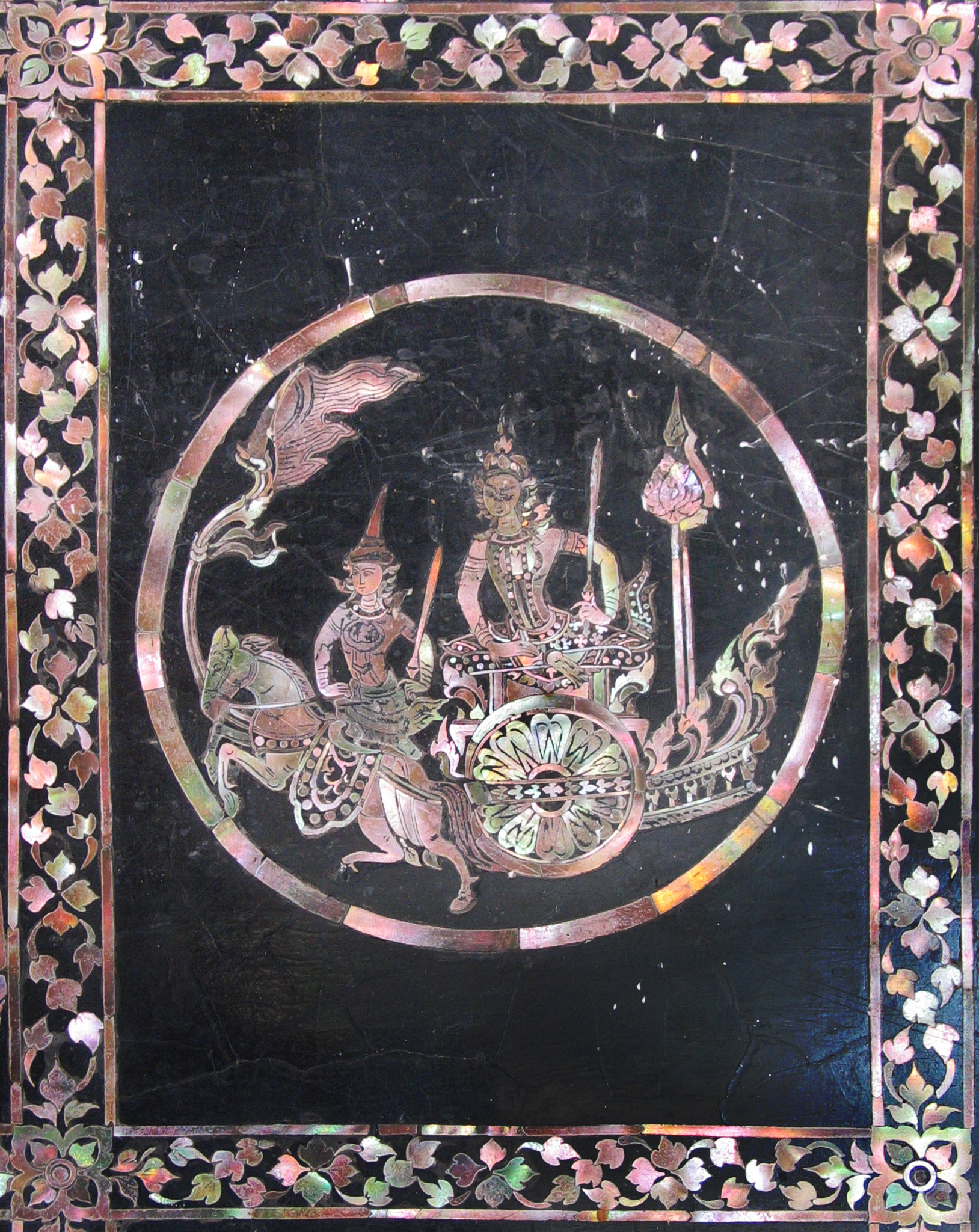
Phra Athit: Symbol der Sonne
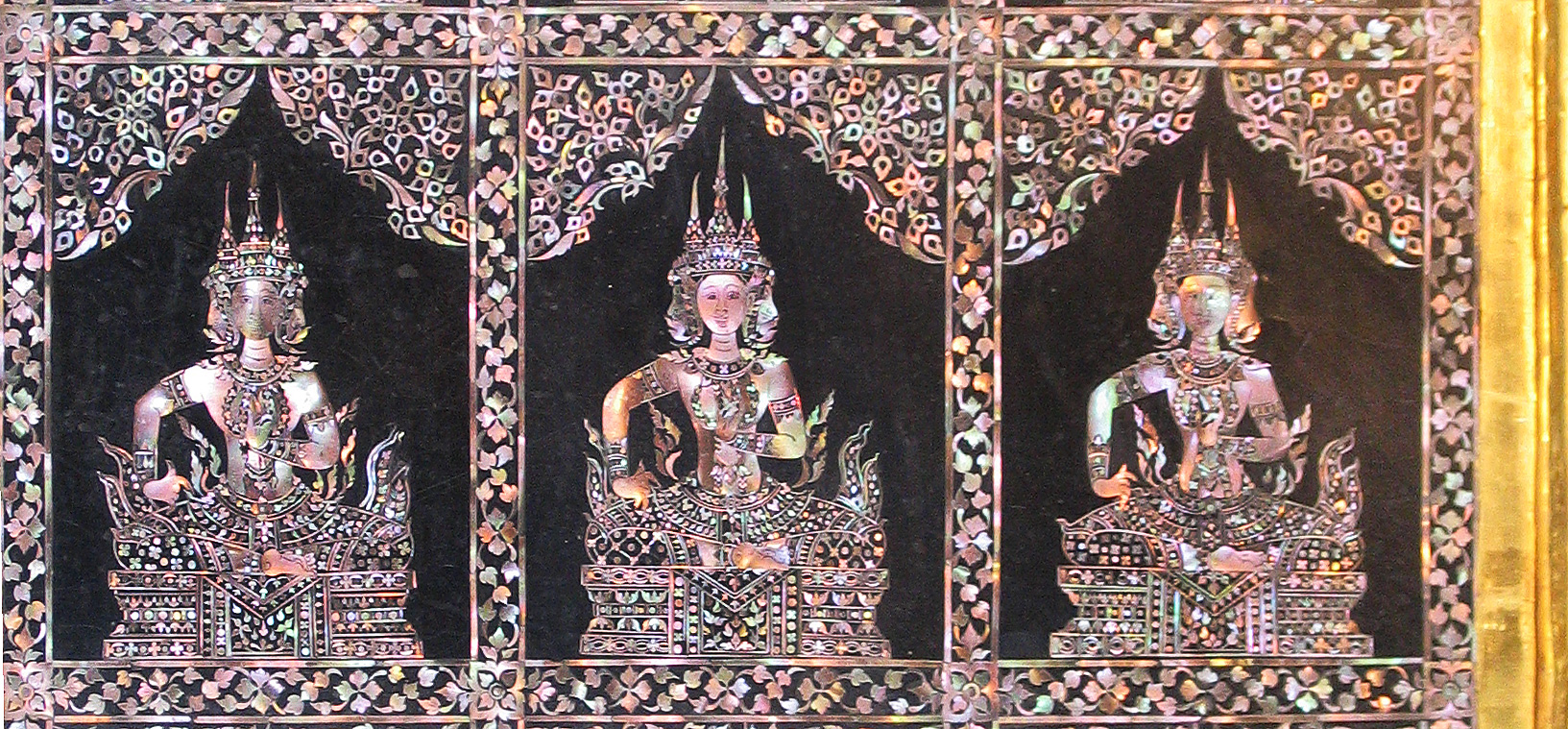
Drei der 16 „Brahmas mit Form“